# مرد فراری (رمان)
مرد فراری (به انگلیسی: The Running Man) یک رمان دلهره‌آور و پادآرمان‌شهری اثر نویسنده آمریکایی، استیون کینگ، است که اولین بار با نام مستعار ریچارد باکمن در سال ۱۹۸۲ به عنوان یک کتاب اصلی با جلد شومیز منتشر شد. این کتاب در سال ۱۹۸۵ در انتشارات باکمن بوکز جمع‌آوری شد. داستان این رمان در ایالات متحده پادآرمان‌شهری در سال ۲۰۲۵ اتفاق می‌افتد، زمانی که اقتصاد کشور در حال ویرانی است و خشونت جهانی در حال افزایش است. داستان، شخصیت اصلی داستان، بن ریچاردز، را دنبال می‌کند که در نمایش واقع‌نمای مرد فراری شرکت می‌کند، که در آن شرکت‌کنندگان با فرار از دست تیمی از آدمکش‌ها که برای کشتن آنها فرستاده شده‌اند، پول برنده می‌شوند.
«مرد فراری» آخرین کتاب از چهار کتابی است که کینگ با نام ریچارد باکمن، پیش از فاش شدن هویت واقعی نویسنده به رسانه‌ها، نوشته است. این کتاب‌ها عبارتند از خشم (۱۹۷۷)، پیاده‌روی طولانی (۱۹۷۹)، کار در جاده (۱۹۸۱) و مرد فراری. این چهار رمان در یک جلد با عنوان «کتاب‌های باکمن» (۱۹۸۵) دوباره منتشر شدند. 

## داستان رمان
در سال ۲۰۲۵، اقتصاد جهان در حال فروپاشی است و آمریکا به یک ویران‌شهر تمامیت‌خواه تبدیل شده است. بن ریچاردز، ساکن فقیر ۲۸ ساله شهر خیالی کو-آپ، به دلیل قرار گرفتن در لیست سیاه از حرفه خود، قادر به یافتن کار نیست. کتی، دختر به شدت بیمارش، به دارو نیاز دارد و شیلا، همسرش، برای تأمین هزینه خانواده به فحشا روی آورده است. ریچاردز در اوج ناامیدی به شبکه بازی‌ها، یک ایستگاه تلویزیونی دولتی که نمایش‌های بازی‌های خشونت‌آمیز را اجرا می‌کند، روی می‌آورد. پس از آزمایش‌های دقیق جسمی و روانی، ریچاردز برای حضور در برنامه «مرد دونده»، محبوب‌ترین، پرسودترین و خطرناک‌ترین برنامه این شبکه، انتخاب می‌شود. دن کیلیان، تهیه‌کننده اجرایی برنامه، با او مصاحبه می‌کند و او چالش‌هایی را که پس از شروع بازی با آنها روبرو خواهد شد، شرح می‌دهد. او همچنین با فرد ویکتور، کارگردان نمایش، و بابی تامپسون، مجری و مجری برنامه، ملاقات می‌کند.
شرکت‌کننده دشمن دولت اعلام می‌شود و با ۱۲ ساعت تأخیر آزاد می‌شود تا شکارچیان، تیمی نخبه از آدمکش‌های استخدام‌شده توسط شبکه، برای کشتن او اعزام شوند. شرکت‌کننده برای زنده ماندن و جلوگیری از دستگیری، ساعتی ۱۰۰ دلار، برای هر مأمور اجرای قانون یا شکارچی که می‌کشد ۱۰۰ دلار اضافی و در صورت زنده ماندن به مدت ۳۰ روز، جایزه بزرگ ۱ میلیارد دلاری دریافت می‌کند. بینندگان می‌توانند برای اطلاع‌رسانی محل دونده به شبکه، پاداش نقدی دریافت کنند. به دونده قبل از ترک استودیو، ۴۸۰۰ دلار و یک دوربین فیلمبرداری جیبی داده می‌شود. او می‌تواند به هر کجای دنیا سفر کند و هر روز باید دو پیام ضبط کند و آنها را برای پخش به استودیو پست کند. اگر از ارسال پیام‌ها غفلت کند، به دلیل عدم رعایت قرارداد بازی‌ها و توقف جمع‌آوری پول جایزه، دستگیر خواهد شد، اما همچنان به طور نامحدود شکار خواهد شد. کیلیان اظهار می‌کند که هیچ شرکت‌کننده‌ای به اندازه کافی زنده نمانده است که جایزه بزرگ را دریافت کند و انتظار ندارد کسی هم این کار را انجام دهد. ریچاردز امیدوار است آنقدر دوام بیاورد که بتواند با پول جایزه‌اش آینده خانواده‌اش را تضمین کند.

## اقتباس سینمایی
- مرد فراری (فیلم ۱۹۸۷) با بازی آرنولد شوارتزنگر
- مرد فراری (فیلم ۲۰۲۵) با بازی گلن پاول